# 한국기독학생회총연맹
한국기독학생회총연맹(韓國基督學生會總聯盟)(Korea Student Christian Federation, KSCF)은 대한예수교장로회(통합), 한국기독교장로회, 기독교대한감리회, 대한성공회, 구세군 대한본영, 기독교대한복음교회 등 6개 교단에서 학원선교를 위임받은 에큐메니칼 기독학생회동아리이다.

## 소개
광복 전의 기독학생운동단체인 YMCA와 YWCA의 대학생회, 장로교회의 청년면려회(Christian Endeavor Society, CES), 감리교회의 엡윗청년회(Epworth League, 현 기독교대한감리회청년회), 성결교회의 성청(聖靑) 등이 광복 후 기독교연합운동의 정신에 입각하여 하나로 통합되기 시작하였다.
기독교연합운동의 일환으로 1946년 서울·대구·부산·전주·광주 등지에서 기독학생연합회가 조직되었고, 1947년에는 각 지방 연합회가 전국적인 연합회를 결성하기에 이르렀다. 여기에 18개 대학과 54개 고등학교의 기독학생회가 합세하여 1948년 여름에 하기대회를 열어 대한기독학생회전국연합회(KSCF)를 조직하였다. 그 뒤 한국기독교교회협의회(KNCC)에 가입하여 협의회의 운동노선을 따르면서 기독교 대학생들간의 친교와 교양을 위한 활동과 교회 안팎의 현실에 참여하여 학생 선교활동을 전개하였다. 이후 1969년 11월 23일 YMCA와 통합하여 한국기독학생회총연맹(Korea Student Christian Federation, KSCF)이라는 이름으로 6개 교단(예장 통합, 기장, 감리교, 성공회, 구세군, 복음교단)의 학원선교단체가 결성되었다.
한국기독학생회총연맹(KSCF)은세계기독학생연맹(WSCF, World Student Christian Federation)의 한국 회원단체로서 아시아지역(Asia Pacific Region)의 회원국과 유대관계를 지속하고 있다. 국내의 학생단체로는 각 대학 동아리 형태의 기독학생회(SCA), 고등학생 단체인 기독학생회(SCM)가 조직되어 활동하고 있다. 1990년대에는 KSCF 소속 전국 85개 대학에서 SCA가 활동했으나 2015년 현재 실질적으로 활동하고 있는 대학교는 가롤릭 의대, 간호대, 그리고 성균관대 명륜 캠퍼스와 율전 캠퍼스, 인하대 등 4개 미만으로 보고되고 있다.

## 연혁
- 1948년 4월 25일에 대한기독학생회전국연합회(KSCF) 창립 총회를 개최하였다.
- 1958년 한국기독학생회(KSCM) 및 YMCA 대학생위원회가 공동협의회를 창립하였다.
- 1969년 11월 23일에 YMCA 대학생위원회와 통합 대회를 개최하고 한국기독학생회총연맹(KSCF)를 창립하였다.

## 활동
- 1991년 6월 1일에 전대협 출범식에 참가했다.
- 1991년 8월 15일에 범민족대회에 참가했다.
- 1994년 5월 27일에 한총련 출범식에 참가했다.
- 1994년 8월 15일에 남북인간띠 잇기 대회와 범민족대회에 참가했다.
- 2013년 8월 21일에 '국가정보원 대선개입 진상 규명 및 민주주의 수호를 위한 916명 시국 선언'을 했다.

## 기타
- 한국기독교총연합회, 한국교회연합에는 가입 안 했고, 한국기독교교회협의회에만 가입했다.
- 한국기독학생회와는 다른 단체이다.

## 같이 보기
- 전국목회자정의평화실천협의회